# Melanie Booth
Melanie Booth (* 24. August 1984 in Burlington, Ontario, Kanada) ist eine ehemalige kanadische Fußballspielerin. Die Abwehrspielerin spielte zuletzt für den Sky Blue FC und in der kanadischen Fußballnationalmannschaft.

## Karriere
Booth gab am 1. März 2002 beim Algarve-Cup gegen Schottland im Alter von siebzehn Jahren ihr Debüt in der kanadischen Nationalmannschaft. Kanada siegte mit 3:0.
Sie nahm mit Kanada an den Olympischen Sommerspielen 2012 in London teil und gewann dort mit ihrem Team die Bronzemedaille.
In der Saison 2013 spielte sie in der neugegründeten National Women’s Soccer League, der höchsten amerikanischen Profiliga im Frauenfußball, für den Sky Blue FC. Im November 2013 gab sie ihren Rücktritt vom Profisport bekannt.